# テイタニヤ
テイタニヤ（欧字名:Titania、1973年4月24日 - 1998年3月27日）は日本の競走馬、繁殖牝馬。
1976年の桜花賞と優駿牝馬を制し二冠馬となった。秋のエリザベス女王杯では4着に敗れ、牝馬三冠を逃した。1975年の優駿賞最優秀3歳牝馬、1976年の優駿賞最優秀4歳牝馬である。

## 生涯

### デビューまで
牝馬のギンヒメは、競走馬として19戦1勝。引退後は「ダイニトモコ」と名を改め、繁殖牝馬となった。初年度の1970年にはエムローンと交配させるも、双仔流産した。1年空けた1972年には、競走馬引退直後の新種牡馬アローエクスプレスが相手に選ばれた。1973年4月24日、北海道静内町の池田正義牧場にて鹿毛の牝仔（後のテイタニヤ）が誕生。ダイニトモコにとって初仔であり、それまで牛の生産をしていた池田牧場で初めて生産されたサラブレッドであった。
誕生直後、人間が牛乳の匂いが付着したままのタオルでその仔の体を拭いたところ、母親のダイニトモコは自身の産んだ仔を認識することができなくなった。誤って牛の仔と認識したダイニトモコは、仔の接近を拒み、自発的に乳を飲ませることができなかった。そこでダイニトモコとその乳を固定することで仔に乳飲みを可能にさせたが、ダイニトモコの乳は約1ヶ月で枯渇。その後は池田の妻頼枝が、粉ミルクを作製し昼夜問わず付き添って哺乳瓶を用いて与え続けた。8月からは、哺乳瓶の中身は牛乳に変更された。
母親ではなく、人間とともに過ごした時間が長かったせいもあり、他の馬と群れることなく独りで成長した。ダイニトモコの生産者である松田文雄がその仔を高く評価し、2歳夏に松田の親戚である原八衛に購入を持ち掛けた。松田は、桜花賞を優勝するだろうと600万円の値をつけていたが、原は100万円値引いた500万円で所有することが決定した。
秋には、栃木県の那須野牧場に移って育成が施された。ウィリアム・シェイクスピア作「夏の夜の夢」の登場人物で妖精の女王「ティターニア」から「テイタニヤ」と命名され、東京競馬場の稲葉幸夫厩舎に入厩した。厩舎では、テイタニヤの荒い気性を嫌って担当したがる厩務員が現れず、結局定年直前の坂本元次郎が担当することとなった。

### 競走馬時代

#### 3歳（1975年）
7月20日、新潟競馬場の新馬戦（芝1000メートル）で嶋田功が騎乗してデビュー、スタートから出遅れて2着に敗れた。続く折り返しの新馬戦には、ゲート練習をこなして参戦。先手を奪って8馬身差の勝利となり、走破タイム58.2秒はレコードタイであった。8月31日の新潟3歳ステークスでは、1番人気に支持されたものの4着に敗れた。
新潟から戻り、中山競馬場の条件戦こそ3着に敗退したが、それから東京競馬場のオープン競走、いちょう特別と連勝。11月29日の3歳牝馬ステークスで1番人気に応えて、3馬身差の勝利を挙げた。同世代の牝馬で唯一4勝したことが評価され、優駿賞最優秀3歳牝馬に選出された。

#### 4-5歳（1976-77年）
1月5日、東京競馬場の新春4歳牝馬ステークスで始動。1番人気に推されたものの、出遅れて7着に敗退した。再びゲート練習に取り組み、2月29日のクイーンカップに1番人気で出走した。出走前、稲葉は負けたら桜花賞出走を断念すると嶋田に伝えていた。スタートで出遅れず2番手につけ、大外から伸びて勝利、重賞初勝利となった。

3月16日、栗東トレーニングセンターに移動し、4月11日の桜花賞に参戦。スカッシュソロンに次ぐ2番人気の支持で出走した。スタートで出遅れてしまい、出走22頭中後方から4,5番手で進んだ。馬場の内側から位置を上げたが進路がなくなり、外に切り替えて大外から直線コースに進入した。追い上げて先頭のクインマインドを捉え、1馬身半差で優勝した。嶋田はこう振り返っている。
前哨戦を使わず、5月23日の優駿牝馬（オークス）に1番人気の支持で出走した。2枠3番の内枠から出遅れずにスタートを切り、好位の6,7番手に位置することができた。最後の直線では、逃げるシービークインを捉えて先頭となったクインリマンドが外側に斜行。その間にテイタニヤがかわして先頭に立ち、内から追い上げたニッショウダイヤをクビ差退けて勝利、二冠馬となった。嶋田は史上最多となる優駿牝馬4勝 を達成した。
三冠目のエリザベス女王杯では、同じ厩舎のディアマンテに敗れ、牝馬三冠を逃した。その後は有馬記念でトウショウボーイ、テンポイントと顔を合わせ、5着。年末には、優駿賞最優秀4歳牝馬に選出された。
5歳を迎えた1977年も現役を続行したが、いずれも勝利を挙げることができず。11月13日、東京競馬場のカブトヤマ記念6着を最後に競走馬を引退した。11月26日、東京競馬場の開催昼休みに引退式を行い、嶋田が騎乗して200メートルを10.7秒で走った。

### 繁殖牝馬時代
競走馬引退後は、生まれ故郷の池田牧場に戻り、繁殖牝馬となった。生産した仔のうち、8頭が競走馬デビューしたが、目立った成績を残すには至らず、1993年に繁殖牝馬を引退する。それ以降は功労馬として余生を過ごし、1998年3月27日、放牧中の心臓麻痺により26歳で死亡する。

## 競走成績
以下の内容は、netkeiba.com およびJBISサーチ の情報に基づく。
| 競走日     | 競馬場 | 競走名             | 格  | 距離 （馬場） | 頭 数 | 枠 番 | 馬 番 | オッズ （人気） | 着順 | タイム | 騎手      | 斤量 [kg] | 1着馬（2着馬）       |
| ---------- | ------ | ------------------ | --- | ------------- | ----- | ----- | ----- | --------------- | ---- | ------ | --------- | --------- | -------------------- |
| 1975.07.20 | 新潟   | 3歳新馬            |     | 芝1000m（良） | 10    | 7     | 7     | 001.50（1人）   | 02着 | 0-59.0 | 0嶋田功   | 52        | ブレーブロード       |
| 0000.08.03 | 新潟   | 3歳新馬            |     | 芝1000m（良） | 7     | 1     | 1     | 001.30（1人）   | 01着 | -058.2 | 0嶋田功   | 52        | （アイノグレース）   |
| 0000.08.31 | 新潟   | 新潟3歳S           |     | 芝1200m（良） | 11    | 2     | 2     | 003.30（1人）   | 04着 | 1:12.1 | 0嶋田功   | 52        | スピリットスワプス   |
| 0000.09.20 | 中山   | あかね賞           | 3下 | 芝1200m（良） | 12    | 7     | 9     | 003.60（2人）   | 03着 | 1:10.1 | 0嶋田功   | 52        | フェアスポート       |
| 0000.10.04 | 東京   | 3歳オープン        |     | 芝1200m（稍） | 6     | 1     | 1     | 001.70（1人）   | 01着 | 1:10.7 | 0嶋田功   | 52        | （ベリーフラッシュ） |
| 0000.10.25 | 東京   | いちよう特別       | 3下 | 芝1400m（稍） | 13    | 8     | 12    | 005.50（2人）   | 01着 | 1:24.8 | 0嶋田功   | 54        | （カーネルペガス）   |
| 0000.11.29 | 中山   | 東京12Ch賞3歳牝馬S |     | 芝1600m（稍） | 8     | 7     | 7     | 001.90（1人）   | 01着 | 1:37.5 | 0嶋田功   | 53        | （ユウコ）           |
| 1976.01.05 | 東京   | 新春4歳牝馬S       |     | 芝1600m（良） | 14    | 6     | 10    | 001.60（1人）   | 07着 | 1:39.1 | 0嶋田功   | 53        | スカッシュソロン     |
| 0000.02.29 | 中山   | クイーンC          |     | 芝1600m（不） | 12    | 3     | 3     | 003.40（1人）   | 01着 | 1:41.4 | 0嶋田功   | 53        | （ベロナスポート）   |
| 0000.04.11 | 阪神   | 桜花賞             |     | 芝1600m（良） | 22    | 3     | 5     | 004.50（2人）   | 01着 | 1:36.7 | 0嶋田功   | 55        | （クインリマンド）   |
| 0000.05.23 | 東京   | 優駿牝馬           |     | 芝2400m（不） | 23    | 2     | 3     | 005.00（1人）   | 01着 | 2:34.4 | 0嶋田功   | 55        | （ニッショウダイヤ） |
| 0000.06.13 | 東京   | 安田記念           |     | 芝1600m（重） | 15    | 3     | 4     | 004.30（1人）   | 10着 | 1:38.4 | 0嶋田功   | 53        | ニシキエース         |
| 0000.09.12 | 東京   | 京王杯AH           |     | 芝1800m（重） | 14    | 6     | 10    | 009.60（4人）   | 04着 | 1:48.6 | 0嶋田功   | 53        | ライバフット         |
| 0000.10.17 | 中山   | オールカマー       |     | 芝2000m（重） | 9     | 6     | 6     | 005.60（2人）   | 04着 | 2:03.0 | 0嶋田功   | 53        | グレートセイカン     |
| 0000.11.21 | 京都   | エリザベス女王杯   |     | 芝2400m（稍） | 15    | 1     | 1     | 004.10（1人）   | 04着 | 2:28.9 | 0嶋田功   | 55        | ディアマンテ         |
| 0000.12.19 | 中山   | 有馬記念           |     | 芝2500m（良） | 14    | 3     | 4     | 056.0（13人）   | 05着 | 2:35.1 | 0嶋田功   | 52        | トウショウボーイ     |
| 1977.02.06 | 東京   | 東京新聞杯         |     | 芝2000m（良） | 14    | 1     | 1     | 006.30（2人）   | 11着 | 2:03.4 | 0嶋田功   | 55        | トウフクセダン       |
| 0000.02.27 | 中山   | 5歳上オープン      |     | 芝1600m（良） | 15    | 2     | 2     | 012.00（5人）   | 09着 | 1:37.9 | 0佐藤等   | 55        | ヤマブキオー         |
| 0000.03.20 | 中山   | 中山牝馬S          |     | 芝1800m（重） | 13    | 6     | 8     | 006.50（2人）   | 11着 | 1:52.8 | 0嶋田功   | 56.5      | シュンセツ           |
| 0000.06.26 | 中山   | 4歳上オープン      |     | ダ1700m（不） | 12    | 8     | 11    | 004.70（1人）   | 09着 | 1:45.6 | 0佐藤照雄 | 54        | アイアンパレード     |
| 0000.07.17 | 新潟   | BSN杯              |     | 芝1800m（良） | 11    | 7     | 9     | 015.30（5人）   | 05着 | 1:49.8 | 0嶋田功   | 57        | インタースペンサー   |
| 0000.09.11 | 東京   | 京王杯AH           |     | 芝1800m（稍） | 15    | 4     | 7     | 007.30（2人）   | 05着 | 1:48.5 | 0嶋田功   | 54        | カシュウチカラ       |
| 0000.10.16 | 中山   | オールカマー       |     | 芝2000m（良） | 10    | 4     | 4     | 006.20（3人）   | 08着 | 2:02.1 | 0嶋田功   | 54        | トウフクセダン       |
| 0000.11.13 | 東京   | カブトヤマ記念     |     | 芝1600m（良） | 8     | 2     | 2     | 008.00（3人）   | 06着 | 1:36.4 | 0嶋田功   | 55        | アローバンガード     |

- 表中の太字強調は、八大競走を示す。

## 繁殖成績
以下の内容は、JBISサーチの情報に基づく。
|        | 生年   | 馬名             | 性 | 毛色   | 父                     | 戦績     | 主な成績 | 供用     | 出典   |
| ------ | ------ | ---------------- | -- | ------ | ---------------------- | -------- | -------- | -------- | ------ |
| 初仔   | 1979年 | セントサルーテ   | 牡 | 黒鹿毛 | ボールドアンドブレーヴ | 64戦10勝 |          | 抹消     | [ 10 ] |
| 2番仔  | 1980年 | テイダイ         | 牝 | 鹿毛   | ダイアトム             | 51戦4勝  |          | 繁殖牝馬 | [ 11 ] |
| 3番仔  | 1981年 | グレートカチドキ | 牡 | 栃栗毛 | キタノカチドキ         | 25戦2勝  |          | 抹消     | [ 12 ] |
| 4番仔  | 1982年 | アカデミー       | 牡 | 鹿毛   | パーソロン             | 2戦0勝   |          | 抹消     | [ 13 ] |
|        | 1983年 | 産駒なし         |    |        | テユデナム             |          |          |          | [ 9 ]  |
| 5番仔  | 1984年 | クインソロン     | 牝 | 黒鹿毛 | パーソロン             | 不出走   |          | 繁殖牝馬 | [ 14 ] |
| 6番仔  | 1985年 | マイコマドンナ   | 牝 | 鹿毛   | アンバーシャダイ       | 11戦1勝  |          | 繁殖牝馬 | [ 15 ] |
| 7番仔  | 1986年 | ジャンボアトラス | 牝 | 鹿毛   | バンブーアトラス       | 4戦0勝   |          | 繁殖牝馬 | [ 16 ] |
|        | 1987年 | 産駒なし         |    |        | トウショウボーイ       |          |          |          | [ 9 ]  |
| 8番仔  | 1988年 | クイーンジャパン | 牝 | 栗毛   | テンザンテースト       | 7戦0勝   |          | 繁殖牝馬 | [ 17 ] |
|        | 1989年 | 産駒なし         |    |        | ゲイメセン             |          |          |          | [ 9 ]  |
|        | 1990年 | 産駒なし         |    |        | ギャロップダイナ       |          |          |          | [ 9 ]  |
|        | 1991年 | 産駒なし         |    |        | テンザンテースト       |          |          |          | [ 9 ]  |
| 9番仔  | 1992年 | ダイトウドリ     | 牡 | 鹿毛   | テンザンテースト       | 6戦0勝   |          | 抹消     | [ 18 ] |
|        | 1993年 | 産駒なし         |    |        | イブンベイ             |          |          |          | [ 9 ]  |
| 10番仔 | 1994年 | テイタニヤの1994 | 牡 | 鹿毛   | サクラホクトオー       |          |          |          | [ 19 ] |
|        | 1995年 | 産駒なし         |    |        | サクラホクトオー       |          |          |          | [ 9 ]  |
|        | 1996年 | 産駒なし         |    |        | ナスルエルアラブ       |          |          |          | [ 9 ]  |

## 血統表
| テイタニヤの血統（グレイソヴリン系 / Nasrullah 5×4=9.38%、Fairway 5×5=6.25%、Udaipur 5×5=6.25%） | テイタニヤの血統（グレイソヴリン系 / Nasrullah 5×4=9.38%、Fairway 5×5=6.25%、Udaipur 5×5=6.25%） | テイタニヤの血統（グレイソヴリン系 / Nasrullah 5×4=9.38%、Fairway 5×5=6.25%、Udaipur 5×5=6.25%） | （血統表の出典） | （血統表の出典） |
| 父 アローエクスプレス 1967 鹿毛                                                                  | 父の父*スパニッシュイクスプレス Spanish Express 1962 鹿毛                                        | Sovereign Path 1956 芦毛                                                                         | Grey Sovereign   | Grey Sovereign   |
| 父 アローエクスプレス 1967 鹿毛                                                                  | 父の父*スパニッシュイクスプレス Spanish Express 1962 鹿毛                                        | Sovereign Path 1956 芦毛                                                                         | Mountain Path    |                  |
| 父 アローエクスプレス 1967 鹿毛                                                                  | 父の父*スパニッシュイクスプレス Spanish Express 1962 鹿毛                                        | Sage Femme 1954 栗毛                                                                             | Le Sage          | Le Sage          |
| 父 アローエクスプレス 1967 鹿毛                                                                  | 父の父*スパニッシュイクスプレス Spanish Express 1962 鹿毛                                        | Sage Femme 1954 栗毛                                                                             | Sylvia's Grove   |                  |
| 父 アローエクスプレス 1967 鹿毛                                                                  | 父の母*ソーダストリーム Soda Stream 1953 栃栗毛                                                  | Airborne 1943 芦毛                                                                               | Precipitation    | Precipitation    |
| 父 アローエクスプレス 1967 鹿毛                                                                  | 父の母*ソーダストリーム Soda Stream 1953 栃栗毛                                                  | Airborne 1943 芦毛                                                                               | Bouquet          |                  |
| 父 アローエクスプレス 1967 鹿毛                                                                  | 父の母*ソーダストリーム Soda Stream 1953 栃栗毛                                                  | Pangani 1945 栗毛                                                                                | Fair Trial       | Fair Trial       |
| 父 アローエクスプレス 1967 鹿毛                                                                  | 父の母*ソーダストリーム Soda Stream 1953 栃栗毛                                                  | Pangani 1945 栗毛                                                                                | Clovelly         |                  |
| 母 ダイニトモコ                                                                                  | 母の父*シプリアニ Cipriani 1958 黒鹿毛                                                           | Never Say Die                                                                                    | Nasrullah        | Nasrullah        |
| 母 ダイニトモコ                                                                                  | 母の父*シプリアニ Cipriani 1958 黒鹿毛                                                           | Never Say Die                                                                                    | Singing Grass    |                  |
| 母 ダイニトモコ                                                                                  | 母の父*シプリアニ Cipriani 1958 黒鹿毛                                                           | Carezza                                                                                          | Rockefella       | Rockefella       |
| 母 ダイニトモコ                                                                                  | 母の父*シプリアニ Cipriani 1958 黒鹿毛                                                           | Carezza                                                                                          | Canzonetta       |                  |
| 母 ダイニトモコ                                                                                  | 母の母ギンヒデ 1959 鹿毛                                                                         | *Hindostan                                                                                       | Bois Roussel     | Bois Roussel     |
| 母 ダイニトモコ                                                                                  | 母の母ギンヒデ 1959 鹿毛                                                                         | *Hindostan                                                                                       | Sonibai          |                  |
| 母 ダイニトモコ                                                                                  | 母の母ギンヒデ 1959 鹿毛                                                                         | *ミスパロー                                                                                      | Karimkhan        | Karimkhan        |
| 母 ダイニトモコ                                                                                  | 母の母ギンヒデ 1959 鹿毛                                                                         | *ミスパロー                                                                                      | La Peri F-No.5-f |                  |